# Гере, Габриэль
Габриэль Гере (фр. Gabriel Guéret; 1641, Париж — 22 апреля 1688) — французский литературный критик и публицист.
Изучал философию и право, с 1660 г. практиковал как адвокат и юридический консультант. В 1662 г. дебютировал в литературе книгой «Характер языческой мудрости в жизни семи греческих мудрецов» (фр. Le Caractère de la Sagesse payenne dans les vies des Sept Sages Grecs), завоевавшей ему раннее признание. Входил в литературный круг аббата д’Обиньяка, исполняя обязанности секретаря в учреждённой последним писательской академии. В 1668 году опубликовал анонимно книгу «Реформированный Парнас» (фр. Le Parnasse réformé), призывающую к пересмотру и улучшению литературных нравов. В 1671 году, в развитие успеха предыдущей книги, напечатал памфлет «Война между авторами старинными и современными» (фр. La Guerre des Autheurs anciens et modernes) — ранний образец полемики, вылившейся в итоге в широко известный Спор о древних и новых. Написанный в промежутке между этими двумя трудами сократический диалог «Прогулка по Сен-Клу» (фр. La Promenade de Saint-Cloud), направленный против Никола Буало, остался неизданным при жизни автора.